# Chrissie Wellington

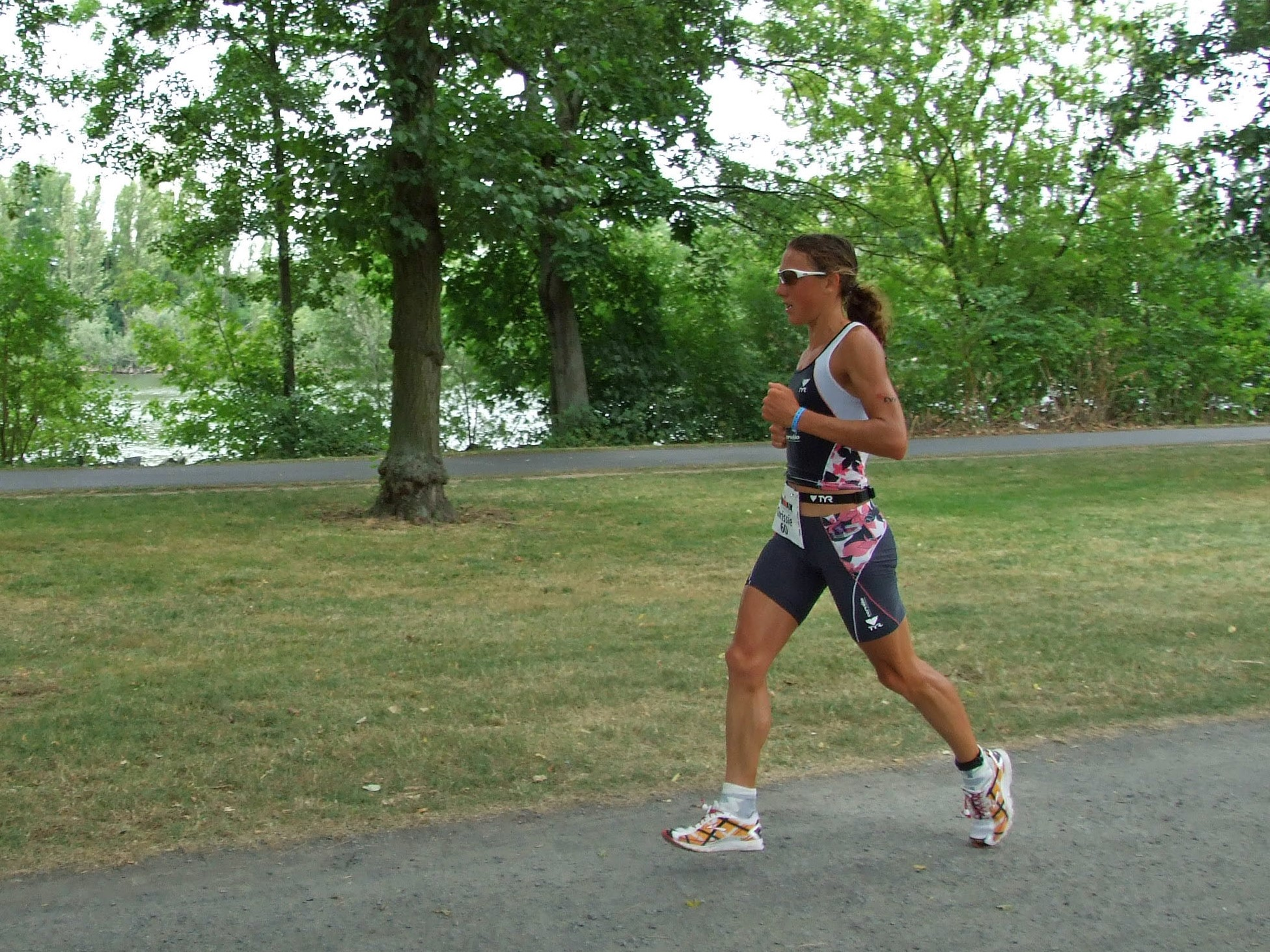
Frankfurt am Main 2008

Christine Ann Wellington, OBE (* 18. Februar 1977 in Bury St Edmunds) ist eine ehemalige britische Triathletin. Sie ist Weltmeisterin über die Langdistanz (2008) sowie vierfache Siegerin des Ironman Hawaii (2007, 2008, 2009 und 2011).
Wellington hielt von 2011 bis 2023 sowohl die Weltbestzeit im Triathlon über die Langdistanz (3,86 km Schwimmen, 180,2 km Radfahren und 42,195 km Laufen) als auch die Weltbestzeit bei einem Ironman-Rennen. Außerdem hatte sie zwischen 2009 und 2013 den Streckenrekord im Ironman Hawaii inne.

## Werdegang
Chrissie Wellington wuchs in dem Dorf Feltwell bei Thetford auf und war in ihrer Jugend als Schwimmerin aktiv. Nach dem Abschluss ihres Geographie-Studiums mit Auszeichnung 1998 an der University of Birmingham bereiste sie zunächst für zwei Jahre die Welt, bevor sie im Oktober 2001 zum Master in Entwicklungsforschung an der University of Manchester graduierte. Nach zwei Jahren Tätigkeit in der Entwicklungshilfe des Landwirtschaftsministeriums ging Wellington im Rahmen eines Sabbatical für ein Jahr nach Nepal, wo sie für die Nichtregierungsorganisation RRN tätig war. Nach der Wiederaufnahme ihrer Tätigkeit in Großbritannien entschloss sie sich neun Monate später im Januar 2007, eine Profi-Karriere als Triathletin zu beginnen.

### Profi-Triathletin seit 2007
Bereits 2002 hatte Chrissie Wellington am London Marathon (3:08:17 h) und 2004 an ersten Triathlon-Wettkämpfen bis zur olympischen Distanz teilgenommen. Mit dem Sieg beim Shropshire Triathlon im Juni 2006 gelang ihr, vom britischen Triathlonverband für die Amateurwettbewerbe bei den Weltmeisterschaften im September 2006 in Lausanne nominiert zu werden, wo sie ihre Altersklasse gewann. Parallel dominierte sie zahlreiche Crossläufe in der Londoner Region.
Chrissie Wellington startete als Profi-Athletin in den Jahren 2007 und 2008 für das Team TBB, wurde von Brett Sutton trainiert und später von Simon Lessing sowie dem sechsfachen Sieger des Ironman Hawaii, Dave Scott. Bereits ein halbes Jahr nach dem Start ihrer Profi-Karriere gewann sie den Ironman Korea mit 50 min Vorsprung vor der zweitplatzierten Frau, weitere sechs Wochen später erstmals den Ironman Hawaii, im Jahr darauf u. a. den Ironman Germany und die Weltmeisterschaften über die Langdistanz.

### Weltmeisterin Triathlon Langdistanz 2008
Nach dem zweiten Sieg in Folge beim Ironman Hawaii sowie dem Gewinn des Weltmeisterschaftstitels 2008 wurde sie in Großbritannien zur Triathletin des Jahres gewählt. Als Wellington 2009 zum dritten Mal in Folge den Ironman Hawaii gewann, gelang es ihr, den damals 17 Jahre alten Streckenrekord der achtfachen Siegerin Paula Newby-Fraser von 1992 unterbieten.
Im Januar 2010 verletzte sie sich bei einem Sturz mit dem Rad beim Training, musste nach mehreren Knochenbrüchen an Hand und Arm operiert werden und für einige Wochen pausieren.

### Weltrekord auf der Ironman-Distanz 2010
Im November 2010 gewann Chrissie Wellington in 8:36:13 h den Ironman Arizona mit der schnellsten jemals von einer Frau bei einem Rennen der Ironman-Serie aufgestellten Zeit, die sie selbst am 10. April 2011 mit 8:33:56 h beim Ironman South Africa nochmals unterbieten konnte.

### Vierter Sieg des Ironman Hawaii 2011
In den Jahren 2009, 2010 und 2011 konnte Wellington dreimal in Folge beim weltweit größten Triathlon über die Langdistanz, der Challenge Roth triumphieren. Bereits ihr erster Sieg in Roth gelang ihr mit 8:31:59 h in der schnellsten jemals von einer Frau auf dieser Distanz erreichten Zeit, die sie bei ihren beiden folgenden Siegen jeweils erneut unterbot.
Ab dem 10. Juli 2011 hielt sie zwölf Jahre lang mit ihrer Siegerzeit von 8:18:13 h bei der Challenge Roth die Weltbestzeit der Frauen auf der Distanz über 3,8 km Schwimmen, 180 km Radfahren und 42,2 km Laufen. Diese wurde am 25. Juni 2023 von Daniela Ryf unterboten.

### Karriereende 2012
Im Januar 2012 kündigte Wellington an, für ein Jahr zu pausieren, bei keinem Ironman-Wettbewerb zu starten und sich mehr um die Fertigstellung ihrer Autobiographie „A Life Without Limits“ zu kümmern. Nach dem Erscheinen des Buches erklärte sie im Dezember 2012 ihre aktive Karriere für beendet.

### Berglauf und Trailrunning
Im Juni 2023 siegte sie im Rahmen des Zugspitz Ultratrail beim Leutasch Trail über 69 Kilometer und 2.950 Höhenmeter.

### Privates
Chrissie Wellington ist seit Mai 2015 mit dem ehemaligen Profi-Triathleten Tom Lowe (* 1978) verheiratet.

## Sportliche Erfolge
| Datum/Jahr    | Rang | Wettbewerb                             | Austragungsort | Zeit       | Bemerkung                                                                                       |
| ------------- | ---- | -------------------------------------- | -------------- | ---------- | ----------------------------------------------------------------------------------------------- |
| 21. Aug. 2011 | 1    | Ironman 70.3 Timberman                 | New Hampshire  | 04:16:33   | vierter Sieg hier in Folge – mit dem zweitschnellsten Halbmarathon des Tages (01:18:44 Stunden) |
| 12. Juni 2011 | 1    | Ironman 70.3 Kansas                    | Lawrence       | 04:11:08   |                                                                                                 |
| 22. Aug. 2010 | 1    | Ironman 70.3 Timberman                 | New Hampshire  | 04:10:11   | Wellington konnte hier ihren Sieg aus dem Vorjahr wiederholen.                                  |
| 6. Juni 2010  | 1    | Ironman 70.3 Kansas                    | Lawrence       | 04:07:49   |                                                                                                 |
| 23. Aug. 2009 | 1    | Ironman 70.3 Timberman                 | New Hampshire  | 04:15:11   | [ 13 ]                                                                                          |
| 9. Aug. 2009  | 2    | 5430 Long Course Triathlon             | Boulder        | 04:12:18   | Zweite hinter der Britin Julie Dibens                                                           |
| 14. Juni 2009 | 1    | Ironman 70.3 Kansas                    | Lawrence       | 04:14:52   | [ 14 ]                                                                                          |
| 17. Aug. 2008 | 1    | Ironman 70.3 Timberman                 | New Hampshire  | 04:15:11   | vor der Zweitplatzierten Amanda Stevens                                                         |
| 2. Dez. 2007  | 4    | Laguna Phuket Triathlon                | Phuket         | 02:47:56   | [ 15 ]                                                                                          |
| 2. Sep. 2007  | 3    | Ironman 70.3 Singapore                 | Singapur       | 04:19:18   | bei der Erstaustragung in Singapur                                                              |
| 23. Juni 2007 | 1    | Züri Triathlon                         | Zürich         | 01:59.33,5 |                                                                                                 |
| 17. Juni 2007 | 5    | UK Ironman 70.3                        | Somerset       | 05:04:45   |                                                                                                 |
| 2. Sep. 2006  | 1    | ITU Triathlon World Championship 25–29 | Lausanne       | 02:17:32   |                                                                                                 |
| 11. Juni 2006 | 1    | Tri UK Shropshire Triathlon            | Shropshire     | 02:07:22   | [ 16 ]                                                                                          |

| Datum/Jahr    | Rang | Wettbewerb                                      | Austragungsort    | Zeit     | Bemerkung |
| ------------- | ---- | ----------------------------------------------- | ----------------- | -------- | --- |
| 8. Okt. 2011  | 1    | Ironman Hawaii                                  | Hawaii            | 08:55:08 | |
| 10. Juli 2011 | 1    | Challenge Roth                                  | Roth              | 08:18:13 | Chrissie Wellington konnte die Challenge Roth das dritte Mal in Folge für sich entscheiden und sie stellte mit ihrem Sieg erneut eine neue Weltbestzeit über die Ironman-Distanz auf, die bis 2023 hielt. |
| 10. Apr. 2011 | 1    | Ironman South Africa                            | Port Elizabeth    | 08:33:56 | Wellington unterbietet den alten Streckenrekord um 42 Minuten und 36 Sekunden, läuft mit 2:52:54 Stunden den schnellsten Marathon im gesamten Profifeld und gewinnt gleichzeitig mit der schnellsten Zeit, die jemals von einer Frau bei einem Triathlon mit dem Markenzeichen Ironman im Veranstaltungsnamen erreicht wurde. |
| 21. Nov. 2010 | 1    | Ironman Arizona                                 | Tempe             | 08:36:13 | Siegerin 2010 mit neuer Weltbestzeit für Veranstaltungen unter dem Markenzeichen Ironman |
| 18. Juli 2010 | 1    | Challenge Roth                                  | Roth              | 08:19:13 | Sieg mit neuer Weltbest-Zeit auf der Langdistanz |
| 10. Okt. 2009 | 1    | Ironman Hawaii                                  | Hawaii            | 08:54:02 | Sieg mit neuem Streckenrekord – mehr als 19 Minuten Vorsprung auf die Zweitplatzierte Mirinda Carfrae |
| 12. Juli 2009 | 1    | Challenge Roth                                  | Roth              | 08:31:59 | Chrissie Wellington stellte mit ihrem Sieg eine neue Weltbestzeit über die Ironman-Distanz auf. |
| 5. Apr. 2009  | 1    | Ironman Australia                               | Port Macquarie    | 08:57:10 | Wellington schaffte es, bereits zum zweiten Mal die Neun-Stunden-Marke zu brechen, stellte damit einen neuen Streckenrekord auf und siegte zum sechsten Mal über die Langdistanz. |
| 11. Okt. 2008 | 1    | Ironman Hawaii                                  | Hawaii            | 09:06:23 | Chrissie Wellington gewann trotz einer Radpanne zum zweiten Mal in Folge auf Hawaii die Wertung der Frauen. |
| 31. Aug. 2008 | 1    | ITU Long Distance Triathlon World Championships | Almere            | 06:12:44 | [ 1 ] [ 18 ] |
| 30. Juli 2008 | 1    | Triathlon EDF Alpe d’Huez                       | Alpe d’Huez       |          | Siegerin auf der Langdistanz |
| 6. Juli 2008  | 1    | Ironman Germany                                 | Frankfurt am Main | 08:51:25 | |
| 6. Apr. 2008  | 1    | Ironman Australia                               | Port Macquarie    | 09:03:55 | |
| 13. Okt. 2007 | 1    | Ironman Hawaii                                  | Hawaii            | 09:08.45 | [ 19 ] |
| 26. Aug. 2007 | 1    | Ironman Korea                                   | Seogwipo          | 09:54:37 | erster Ironman-Sieg mit über 50 Minuten Vorsprung auf die Zweitplatzierte Japanerin Yasuko Miyazaki und Qualifikation für einen Startplatz beim Ironman Hawaii |
| 1. Aug. 2007  | 1    | Triathlon EDF Alpe d’Huez                       | Alpe d’Huez       |          | Sieg auf der Langdistanz |

| Datum/Jahr    | Rang | Wettbewerb          | Austragungsort         | Zeit     | Bemerkung                                                     |
| ------------- | ---- | ------------------- | ---------------------- | -------- | ------------------------------------------------------------- |
| 17. Juni 2023 | 1    | Zugspitz Ultratrail | Garmisch-Partenkirchen | 08:25:26 | Leutasch Trail (69 Kilometer und 2950 Höhenmeter im Aufstieg) |

(DNF – Did Not Finish)

## Auszeichnungen
- Die britische Zeitung Sunday Times erklärte sie 2009 zur „Sportswoman of the Year“.[20]
- Im Juni 2010 wurde sie im Rahmen der New Year Honours mit dem britischen Ritterorden Member of the Most Excellent Order of the British Empire (MBE) ausgezeichnet.
- 2016 erfolgte die Ehrung als Officer of the Most Excellent Order of the British Empire (OBE).[21]
- Im September 2017 wurde bekannt gegeben, dass Wellington im Oktober mit der Aufnahme in die „Ironman Hall of Fame“ ausgezeichnet werden soll.[22]

## Veröffentlichungen
- A Life Without Limits, Little, Brown Book Group (17. Februar 2012), ISBN 978-1849017138